# 石狩市

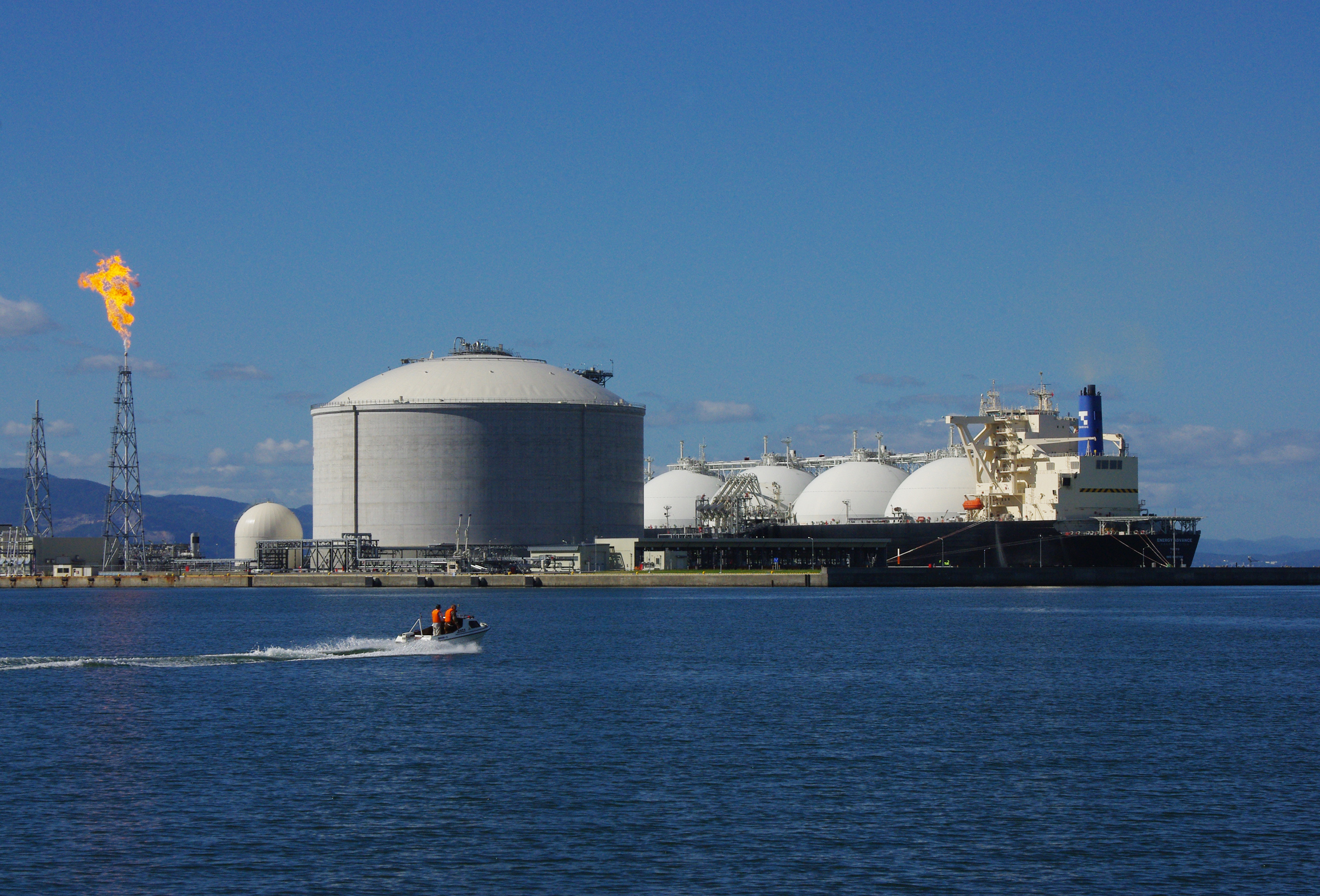
石狩湾新港

石狩市（いしかりし）は、北海道中央西部（道央地方）に位置し、石狩振興局管内に属する市。札幌市の北郊に隣接している。

## 地名の由来
アイヌ語に由来する。蛇行する石狩川を表現したものとする考え方が大勢だが、解釈は以下のように諸説ある。
- イ・シカラ・ペッ i-sikar-pet - 回流（曲がりくねった）川（中流のアイヌによる説、永田方正『北海道蝦夷語地名解』より）
- イシ・カラ isi-kar - 美しく・作る（コタンカラカムイ（国作神）が親指で大地に川筋を描いた）（上流のアイヌによる説、同書より）
- イシ・カラ・ペッ isi-kar-pet - 鳥尾で矢羽を作る処（和人某の説だがアイヌの古老はこれを否定、同書より）
- イシカリ isikari - 閉塞（川が屈曲していて上流の先が見えない）

## 地理

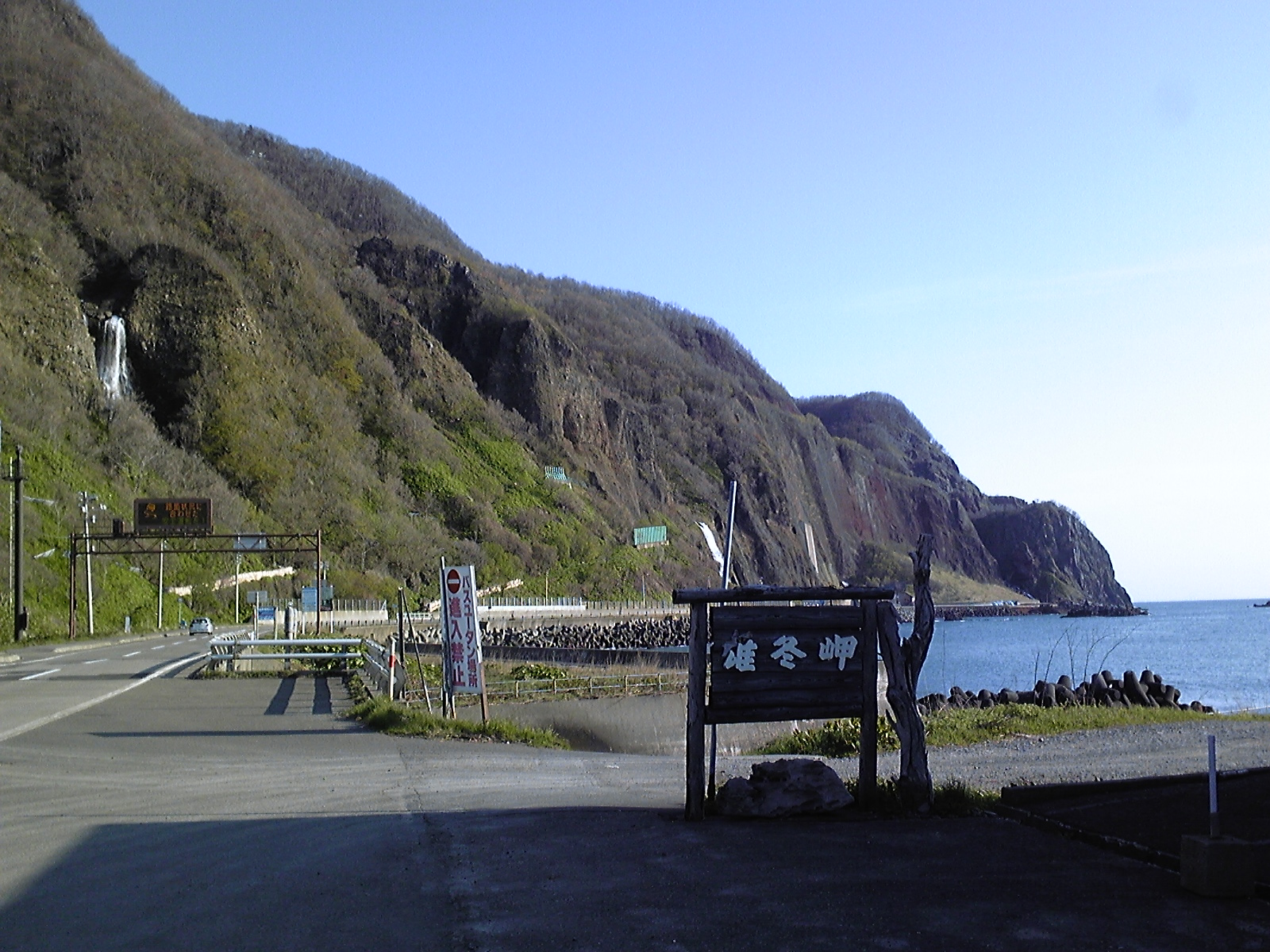
雄冬岬

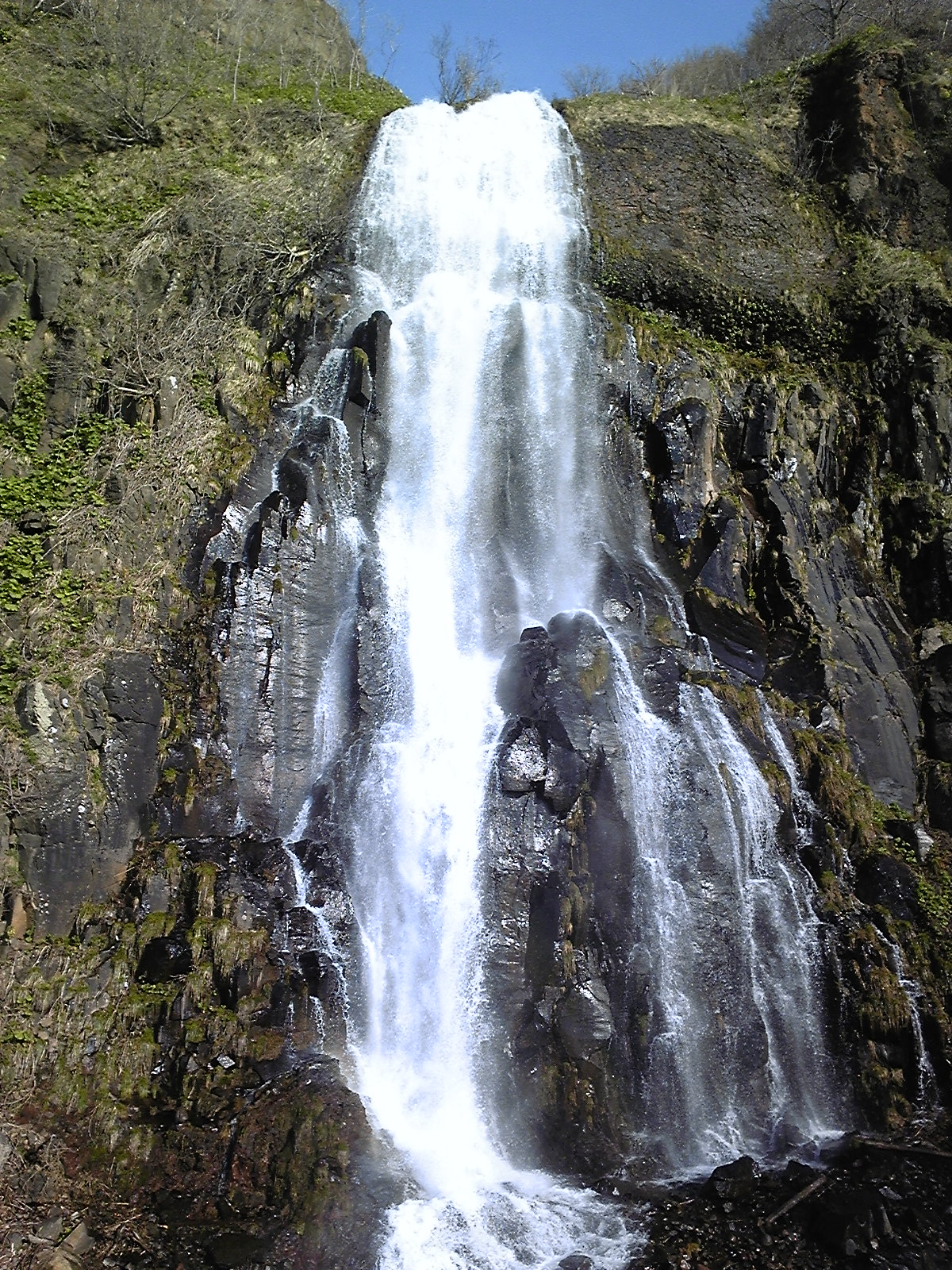
雄冬岬白銀の滝

石狩振興局では唯一の海に面する自治体である。振興局北部の海岸線に沿って、南北に長い市域を持つ。西は石狩湾に面し、石狩川河口を有する。南は発寒川、茨戸川を隔てて札幌市と、東は同じく南北に長い当別町と、北部は暑寒別天売焼尻国定公園の山地で新十津川町や増毛町と接している。南部は標高10 m以下の砂丘と低地、石狩川河口より北部には石狩丘陵をはじめとする丘陵地帯が広がっている。

### 地形

#### 山地
主な山
- 群別岳 (1376.27 m)
- 浜益岳 (1257.70 m)
- 雄冬山 (1197.60 m)
- 浜益御殿 (1038.64 m)
- 知来岳 (988.04 m)
- 黄金山 (739.11 m)
- 別狩岳 (726.14 m)
- 円錐峰 (690.17 m)
- 別狩岳（二番川）(666.24 m)
- 安瀬山 (654.05 m)
- 濃昼岳 (621 m)
- 丸山 (467.65 m)
- 阿蘇岩山 (418.07 m)
- 望来山 (326.5m)
- 摺鉢山 (169 m)
- 紅葉山 (17.80 m)

#### 河川
主な川
- 石狩川
- 茨戸川
- 発寒川
- 厚田川
- 望来川（もうらい）
- 浜益川

#### 湖沼
主な湖
- 望来ダム（もうらい）

#### 島嶼
主な島
- トド島

### 気候
海洋性気候で寒暖差は小さく、対馬海流の影響もあり冬は比較的温暖である。それでも、ヒートアイランドの影響が比較的小さいため、札幌市中心部よりは冷え込むことが多く、−10 ℃以下まで冷え込むことも珍しくない。2001年（平成13年）1月19日には−23.1 ℃を観測するなど、−20 ℃近くまで冷え込むこともある。北西からの季節風が日本海を越えて吹きつけるため積雪が多い。また「石狩湾小低気圧」が発生すると猛烈な吹雪となる。ただし、旧石狩市の区域は、市の全人口の9割弱が集中し、札幌市の衛星都市として、大規模な住宅街が形成されており、雪への対策が比較的充実しているため、特別豪雪地帯に指定されていないが、厚田区や浜益区は特別豪雪地帯に指定されている。一年を通して風が強いため、市内には多くの防風林が設けられている。
| 石狩（1991年 - 2020年）の気候      | 石狩（1991年 - 2020年）の気候 | 石狩（1991年 - 2020年）の気候 | 石狩（1991年 - 2020年）の気候 | 石狩（1991年 - 2020年）の気候 | 石狩（1991年 - 2020年）の気候 | 石狩（1991年 - 2020年）の気候 | 石狩（1991年 - 2020年）の気候 | 石狩（1991年 - 2020年）の気候 | 石狩（1991年 - 2020年）の気候 | 石狩（1991年 - 2020年）の気候 | 石狩（1991年 - 2020年）の気候 | 石狩（1991年 - 2020年）の気候 | 石狩（1991年 - 2020年）の気候 |
| 月                                 | 1月                           | 2月                           | 3月                           | 4月                           | 5月                           | 6月                           | 7月                           | 8月                           | 9月                           | 10月                          | 11月                          | 12月                          | 年                            |
| ---------------------------------- | ----------------------------- | ----------------------------- | ----------------------------- | ----------------------------- | ----------------------------- | ----------------------------- | ----------------------------- | ----------------------------- | ----------------------------- | ----------------------------- | ----------------------------- | ----------------------------- | ----------------------------- |
| 最高気温記録 °C （°F）             | 7.6 (45.7)                    | 11.6 (52.9)                   | 16.3 (61.3)                   | 29.8 (85.6)                   | 32.6 (90.7)                   | 32.4 (90.3)                   | 35.4 (95.7)                   | 35.3 (95.5)                   | 31.2 (88.2)                   | 26.1 (79)                     | 21.8 (71.2)                   | 13.5 (56.3)                   | 35.4 (95.7)                   |
| 平均最高気温 °C （°F）             | −1.2 (29.8)                   | −0.4 (31.3)                   | 3.4 (38.1)                    | 10.6 (51.1)                   | 16.8 (62.2)                   | 20.7 (69.3)                   | 24.3 (75.7)                   | 25.5 (77.9)                   | 22.1 (71.8)                   | 15.7 (60.3)                   | 8.1 (46.6)                    | 1.3 (34.3)                    | 12.3 (54.1)                   |
| 日平均気温 °C （°F）               | −4.6 (23.7)                   | −4.2 (24.4)                   | −0.3 (31.5)                   | 5.8 (42.4)                    | 11.4 (52.5)                   | 15.6 (60.1)                   | 19.6 (67.3)                   | 20.9 (69.6)                   | 17.2 (63)                     | 10.8 (51.4)                   | 4.2 (39.6)                    | −2.0 (28.4)                   | 7.9 (46.2)                    |
| 平均最低気温 °C （°F）             | −9.0 (15.8)                   | −8.9 (16)                     | −4.4 (24.1)                   | 1.3 (34.3)                    | 6.8 (44.2)                    | 11.7 (53.1)                   | 16.1 (61)                     | 17.4 (63.3)                   | 12.7 (54.9)                   | 6.2 (43.2)                    | 0.4 (32.7)                    | −5.7 (21.7)                   | 3.7 (38.7)                    |
| 最低気温記録 °C （°F）             | −23.1 (−9.6)                  | −22.1 (−7.8)                  | −17.2 (1)                     | −10.4 (13.3)                  | −3.0 (26.6)                   | 2.4 (36.3)                    | 7.4 (45.3)                    | 8.7 (47.7)                    | 3.0 (37.4)                    | −2.0 (28.4)                   | −10.0 (14)                    | −19.4 (−2.9)                  | −23.1 (−9.6)                  |
| 降水量 mm （inch）                 | 89.1 (3.508)                  | 65.2 (2.567)                  | 46.3 (1.823)                  | 41.0 (1.614)                  | 59.7 (2.35)                   | 55.2 (2.173)                  | 94.9 (3.736)                  | 129.4 (5.094)                 | 123.7 (4.87)                  | 98.6 (3.882)                  | 99.5 (3.917)                  | 90.1 (3.547)                  | 993.8 (39.126)                |
| 降雪量 cm （inch）                 | 201 (79.1)                    | 153 (60.2)                    | 96 (37.8)                     | 11 (4.3)                      | 0 (0)                         | 0 (0)                         | 0 (0)                         | 0 (0)                         | 0 (0)                         | 0 (0)                         | 32 (12.6)                     | 157 (61.8)                    | 644 (253.5)                   |
| 平均降水日数 （≥1.0 mm）           | 18.1                          | 15.2                          | 11.6                          | 8.9                           | 9.5                           | 8.3                           | 8.8                           | 9.8                           | 11.1                          | 13.1                          | 16.6                          | 17.4                          | 148.3                         |
| 平均月間日照時間                   | 66.6                          | 81.4                          | 145.3                         | 178.9                         | 194.9                         | 169.5                         | 163.8                         | 173.2                         | 167.1                         | 142.1                         | 87.2                          | 65.0                          | 1,640.2                       |
| 出典1：Japan Meteorological Agency |                               |                               |                               |                               |                               |                               |                               |                               |                               |                               |                               |                               |                               |
| 出典2：気象庁                      |                               |                               |                               |                               |                               |                               |                               |                               |                               |                               |                               |                               |                               |

| 厚田（1991年 - 2020年）の気候      | 厚田（1991年 - 2020年）の気候 | 厚田（1991年 - 2020年）の気候 | 厚田（1991年 - 2020年）の気候 | 厚田（1991年 - 2020年）の気候 | 厚田（1991年 - 2020年）の気候 | 厚田（1991年 - 2020年）の気候 | 厚田（1991年 - 2020年）の気候 | 厚田（1991年 - 2020年）の気候 | 厚田（1991年 - 2020年）の気候 | 厚田（1991年 - 2020年）の気候 | 厚田（1991年 - 2020年）の気候 | 厚田（1991年 - 2020年）の気候 | 厚田（1991年 - 2020年）の気候 |
| 月                                 | 1月                           | 2月                           | 3月                           | 4月                           | 5月                           | 6月                           | 7月                           | 8月                           | 9月                           | 10月                          | 11月                          | 12月                          | 年                            |
| ---------------------------------- | ----------------------------- | ----------------------------- | ----------------------------- | ----------------------------- | ----------------------------- | ----------------------------- | ----------------------------- | ----------------------------- | ----------------------------- | ----------------------------- | ----------------------------- | ----------------------------- | ----------------------------- |
| 最高気温記録 °C （°F）             | 7.0 (44.6)                    | 11.6 (52.9)                   | 16.2 (61.2)                   | 27.9 (82.2)                   | 31.8 (89.2)                   | 31.3 (88.3)                   | 36.1 (97)                     | 35.2 (95.4)                   | 32.6 (90.7)                   | 27.2 (81)                     | 20.8 (69.4)                   | 13.8 (56.8)                   | 36.1 (97)                     |
| 平均最高気温 °C （°F）             | −0.5 (31.1)                   | 0.0 (32)                      | 3.5 (38.3)                    | 10.3 (50.5)                   | 16.6 (61.9)                   | 20.8 (69.4)                   | 24.5 (76.1)                   | 25.6 (78.1)                   | 22.3 (72.1)                   | 15.8 (60.4)                   | 8.1 (46.6)                    | 1.7 (35.1)                    | 12.4 (54.3)                   |
| 日平均気温 °C （°F）               | −3.8 (25.2)                   | −3.5 (25.7)                   | −0.1 (31.8)                   | 5.4 (41.7)                    | 11.2 (52.2)                   | 15.6 (60.1)                   | 19.6 (67.3)                   | 20.7 (69.3)                   | 16.9 (62.4)                   | 10.7 (51.3)                   | 4.3 (39.7)                    | −1.4 (29.5)                   | 8.0 (46.4)                    |
| 平均最低気温 °C （°F）             | −7.9 (17.8)                   | −8.0 (17.6)                   | −4.4 (24.1)                   | 0.4 (32.7)                    | 6.0 (42.8)                    | 11.5 (52.7)                   | 16.0 (60.8)                   | 16.9 (62.4)                   | 12.1 (53.8)                   | 5.9 (42.6)                    | 0.6 (33.1)                    | −4.8 (23.4)                   | 3.7 (38.7)                    |
| 最低気温記録 °C （°F）             | −24.1 (−11.4)                 | −20.7 (−5.3)                  | −21.0 (−5.8)                  | −9.7 (14.5)                   | −2.6 (27.3)                   | 1.5 (34.7)                    | 5.5 (41.9)                    | 7.6 (45.7)                    | 2.5 (36.5)                    | −2.3 (27.9)                   | −9.3 (15.3)                   | −20.0 (−4)                    | −24.1 (−11.4)                 |
| 降水量 mm （inch）                 | 88.8 (3.496)                  | 58.7 (2.311)                  | 50.2 (1.976)                  | 51.9 (2.043)                  | 79.0 (3.11)                   | 61.7 (2.429)                  | 117.5 (4.626)                 | 141.8 (5.583)                 | 139.0 (5.472)                 | 121.3 (4.776)                 | 142.3 (5.602)                 | 114.7 (4.516)                 | 1,166.9 (45.941)              |
| 降雪量 cm （inch）                 | 229 (90.2)                    | 178 (70.1)                    | 107 (42.1)                    | 9 (3.5)                       | 0 (0)                         | 0 (0)                         | 0 (0)                         | 0 (0)                         | 0 (0)                         | 0 (0)                         | 46 (18.1)                     | 174 (68.5)                    | 728 (286.6)                   |
| 平均降水日数 （≥1.0 mm）           | 20.1                          | 16.0                          | 13.2                          | 10.5                          | 10.7                          | 8.5                           | 9.8                           | 10.6                          | 11.9                          | 15.2                          | 19.1                          | 21.4                          | 167.0                         |
| 平均月間日照時間                   | 49.9                          | 72.1                          | 142.0                         | 175.9                         | 195.5                         | 164.4                         | 161.0                         | 171.0                         | 168.9                         | 130.6                         | 63.0                          | 38.2                          | 1,532.5                       |
| 出典1：Japan Meteorological Agency |                               |                               |                               |                               |                               |                               |                               |                               |                               |                               |                               |                               |                               |
| 出典2：気象庁                      |                               |                               |                               |                               |                               |                               |                               |                               |                               |                               |                               |                               |                               |

| 浜益（1991年 - 2020年）の気候      | 浜益（1991年 - 2020年）の気候 | 浜益（1991年 - 2020年）の気候 | 浜益（1991年 - 2020年）の気候 | 浜益（1991年 - 2020年）の気候 | 浜益（1991年 - 2020年）の気候 | 浜益（1991年 - 2020年）の気候 | 浜益（1991年 - 2020年）の気候 | 浜益（1991年 - 2020年）の気候 | 浜益（1991年 - 2020年）の気候 | 浜益（1991年 - 2020年）の気候 | 浜益（1991年 - 2020年）の気候 | 浜益（1991年 - 2020年）の気候 | 浜益（1991年 - 2020年）の気候 |
| 月                                 | 1月                           | 2月                           | 3月                           | 4月                           | 5月                           | 6月                           | 7月                           | 8月                           | 9月                           | 10月                          | 11月                          | 12月                          | 年                            |
| ---------------------------------- | ----------------------------- | ----------------------------- | ----------------------------- | ----------------------------- | ----------------------------- | ----------------------------- | ----------------------------- | ----------------------------- | ----------------------------- | ----------------------------- | ----------------------------- | ----------------------------- | ----------------------------- |
| 最高気温記録 °C （°F）             | 8.2 (46.8)                    | 11.8 (53.2)                   | 17.2 (63)                     | 27.1 (80.8)                   | 29.5 (85.1)                   | 31.5 (88.7)                   | 33.4 (92.1)                   | 34.6 (94.3)                   | 31.7 (89.1)                   | 28.0 (82.4)                   | 20.9 (69.6)                   | 14.4 (57.9)                   | 34.6 (94.3)                   |
| 平均最高気温 °C （°F）             | −0.3 (31.5)                   | 0.1 (32.2)                    | 3.6 (38.5)                    | 10.1 (50.2)                   | 16.1 (61)                     | 20.2 (68.4)                   | 24.0 (75.2)                   | 25.4 (77.7)                   | 22.1 (71.8)                   | 15.7 (60.3)                   | 8.4 (47.1)                    | 2.0 (35.6)                    | 12.3 (54.1)                   |
| 日平均気温 °C （°F）               | −3.3 (26.1)                   | −3.1 (26.4)                   | 0.3 (32.5)                    | 5.9 (42.6)                    | 11.6 (52.9)                   | 16.1 (61)                     | 20.0 (68)                     | 21.2 (70.2)                   | 17.5 (63.5)                   | 11.5 (52.7)                   | 5.0 (41)                      | −0.8 (30.6)                   | 8.5 (47.3)                    |
| 平均最低気温 °C （°F）             | −7.1 (19.2)                   | −7.3 (18.9)                   | −3.7 (25.3)                   | 1.2 (34.2)                    | 7.0 (44.6)                    | 12.4 (54.3)                   | 16.7 (62.1)                   | 17.5 (63.5)                   | 12.9 (55.2)                   | 6.9 (44.4)                    | 1.4 (34.5)                    | −4.0 (24.8)                   | 4.5 (40.1)                    |
| 最低気温記録 °C （°F）             | −20.3 (−4.5)                  | −21.0 (−5.8)                  | −19.4 (−2.9)                  | −8.9 (16)                     | −2.0 (28.4)                   | 2.3 (36.1)                    | 6.8 (44.2)                    | 8.7 (47.7)                    | 2.9 (37.2)                    | −2.2 (28)                     | −7.7 (18.1)                   | −21.5 (−6.7)                  | −21.5 (−6.7)                  |
| 降水量 mm （inch）                 | 92.3 (3.634)                  | 64.3 (2.531)                  | 54.1 (2.13)                   | 53.1 (2.091)                  | 73.7 (2.902)                  | 57.7 (2.272)                  | 123.9 (4.878)                 | 135.5 (5.335)                 | 144.6 (5.693)                 | 133.1 (5.24)                  | 137.6 (5.417)                 | 104.2 (4.102)                 | 1,174 (46.22)                 |
| 平均降水日数 （≥1.0 mm）           | 19.7                          | 16.1                          | 13.2                          | 10.4                          | 10.4                          | 8.3                           | 9.6                           | 10.5                          | 12.2                          | 15.2                          | 18.5                          | 20.4                          | 164.5                         |
| 平均月間日照時間                   | 44.6                          | 63.3                          | 121.3                         | 171.7                         | 200.3                         | 174.9                         | 171.8                         | 173.1                         | 162.3                         | 119.9                         | 56.5                          | 30.2                          | 1,491.1                       |
| 出典1：Japan Meteorological Agency |                               |                               |                               |                               |                               |                               |                               |                               |                               |                               |                               |                               |                               |
| 出典2：気象庁                      |                               |                               |                               |                               |                               |                               |                               |                               |                               |                               |                               |                               |                               |

### 地域

#### 住宅団地
- 花川中央団地
- 道営住宅グリーンコート花川
- 道営住宅センターコート花川
- 道営住宅樽川北団地
- 花畔団地（ばんなぐろ） - 石狩市、新住宅市街地開発法に基づく。

### 人口
| |                                        |  |
| 石狩市と全国の年齢別人口分布（2005年） | 石狩市の年齢・男女別人口分布（2005年） |  |
| ■紫色 ― 石狩市 ■緑色 ― 日本全国 | ■青色 ― 男性 ■赤色 ― 女性              |  |
| 石狩市（に相当する地域）の人口の推移 \| 1970年（昭和45年） \| 20,487人 \| \| \| 1975年（昭和50年） \| 24,646人 \| \| \| 1980年（昭和55年） \| 40,783人 \| \| \| 1985年（昭和60年） \| 48,015人 \| \| \| 1990年（平成2年） \| 53,143人 \| \| \| 1995年（平成7年） \| 57,706人 \| \| \| 2000年（平成12年） \| 59,734人 \| \| \| 2005年（平成17年） \| 60,104人 \| \| \| 2010年（平成22年） \| 59,443人 \| \| \| 2015年（平成27年） \| 57,436人 \| \| \| 2020年（令和2年） \| 56,869人 \| \| |                                        |  |
| 総務省統計局 国勢調査より |                                        |  |
| 1970年（昭和45年） | 20,487人                               |  |
| 1975年（昭和50年） | 24,646人                               |  |
| 1980年（昭和55年） | 40,783人                               |  |
| 1985年（昭和60年） | 48,015人                               |  |
| 1990年（平成2年） | 53,143人                               |  |
| 1995年（平成7年） | 57,706人                               |  |
| 2000年（平成12年） | 59,734人                               |  |
| 2005年（平成17年） | 60,104人                               |  |
| 2010年（平成22年） | 59,443人                               |  |
| 2015年（平成27年） | 57,436人                               |  |
| 2020年（令和2年） | 56,869人                               |  |

#### 消滅集落
2015年国勢調査によれば、以下の集落は調査時点で人口0人の消滅集落となっている。
- 石狩市 - 浜益区浜益本沢川、茂生川上流域、海面、浜町、新港西、新港中央、緑苑台中央

ただし、新港西、新港中央、緑苑台中央周辺は、工場地・商業施設が中心である。

### 隣接している自治体・行政区
石狩振興局
- 札幌市（北区、手稲区）
- 石狩郡当別町

後志総合振興局
- 小樽市

空知総合振興局
- 樺戸郡新十津川町

留萌振興局
- 増毛郡増毛町

## 歴史
慶長年間に松前藩により「石狩場所」が設けられて以来、石狩は漁業や蝦夷（アイヌ）との交易の中心地として栄えた、また内陸部で切り出した木材を道外へ運ぶための木場も設けられるなど、江戸時代の石狩は石狩川流域地域との中継点として重要な役割を果たした。

### 沿革
- 1688年（貞享5年）- 水戸藩主・徳川光圀が派遣した快風丸が石狩に到着、御目付足軽深野萩右衛門が石狩川を探索している。
- 1694年（元禄7年）- 石狩弁天社の創建。
- 1830年 - 1843年（天保年間）- 浜益神社が創建される。
- 1848年（嘉永元年）- 厚田神社が創建される。
- 1858年（安政5年）- 浜益に庄内藩の陣屋が築かれた。同年、石狩には能量寺および石狩八幡神社が創建される。
- 1859年（安政6年）- 金龍寺および法性寺が創建される。
- 1863年（文久3年）- 曹源寺が創建される。
- 1869年（明治2年）- 北海道11国86郡が置かれ、石狩国および石狩郡が設置される。
- 1902年（明治35年）4月1日 - 二級町村制施行に伴い、石狩郡本町・弁天町・新町・浜町・仲町・横町・船場町・親船町・若生町・八幡町・生振村の区域をもって石狩町が成立。
- 1907年（明治40年）4月1日 - 花川村と新設合併し、一級町村の石狩町（いしかりちょう[5]）となる。
- 1975年（昭和50年） - 石狩町の一部（石狩湾新港地区）を小樽市へ割譲。
- 1995年（平成7年）- 未定となっていた石狩町北東部の当別町との境界線を確定。
- 1996年（平成8年）9月1日 - 市制施行、石狩市となる。
- 2005年（平成17年）10月1日 - 厚田郡厚田村・浜益郡浜益村を編入。これにより、厚田郡及び浜益郡が消滅。

### 厚田村・浜益村との合併協議
厚田村、浜益村との合併について2002年（平成14年）1月に研究会、2003年（平成15年）1月に法定合併協議会を設置。2004年（平成16年）9月の住民アンケート（回収率29.9 %）では合併賛成35.5 %、反対56.1 %だった。2005年（平成17年）1月16日に住民の直接請求による住民投票が行われたが、投票率43.34 %で開票条件の60 %に達せず不成立。これにより合併推進が確定。1月27日に3市村による合併協定書調印、2月8日に3市村にて合併議案可決、2月23日北海道へ合併申請書を提出。その後、官報に掲載され、2005年（平成17年）10月1日付で2村を編入合併することが確定した。

## 政治

### 行政

#### 市長
- 市長 : 加藤龍幸（かとう たつゆき、2019年（令和元年）6月27日就任、1期目）2023年（令和５年）5月14日再選、2期目）

### 議会

#### 市議会
- 定数：20人
- 任期：2023年5月20日 - 2027年5月19日
- 選挙区：市全体を1選挙区とする大選挙区制（単記非移譲式）
- 議長：花田和彦（無所属）
- 副議長：片平一義（改革市民会議）

#### 道議会
- 選挙区：石狩地域選挙区（石狩市・当別町・新篠津村）
- 定数：2人
- 任期：2015年（平成27年）4月30日 - 2019年（平成31年）4月29日

| 氏名     | 会派名           | 当選回数 |
| -------- | ---------------- | -------- |
| 内海英德 | 自民党・道民会議 | 4        |
| 池端英昭 | 民主・道民連合   | 1        |

### 財政
- 予算規模（2012年度当初予算）
  - 一般会計:305.9億円
  - 特別会計・企業会計:184.6億円
- 合併後、旧厚田村・旧浜益村の区域にはそれぞれ地域自治区が設置されている。
  - 厚田区（旧厚田村）
  - 浜益区（旧浜益村）

## 施設

### 警察
- 北海道札幌方面北警察署
  - 花川北交番、花川南交番
  - 石狩駐在所、八幡駐在所、厚田駐在所、望来駐在所（もうらい）、浜益駐在所、柏木駐在所

### 消防
- 石狩北部地区消防事務組合消防本部
  - 石狩消防署
    - 新港支署、厚田支署、浜益支署

- -     - 朝日航洋札幌航空支社石狩基地（札幌市消防局石狩ヘリポート）

### 郵便局
- 石狩郵便局（集配局）：花川・石狩湾新港・生振地区
- 石狩北郵便局（集配局）：本町・八幡町地区、厚田区望来地区
- 厚田郵便局（集配局）：望来地区を除く厚田区全域
- 浜益郵便局（集配局）：雄冬地区を除く浜益区全域

※　浜益区雄冬地区は増毛郵便局（増毛町）が集配エリアとなっている。
- 石狩親船郵便局
- 石狩市役所前郵便局
- 石狩高岡郵便局
- 石狩花川北二条郵便局
- 石狩花川南一条郵便局
- 石狩花川南五条郵便局
- 石狩花川南八条郵便局
- 石狩南高校前郵便局
- 幌郵便局
- 望来郵便局（もうらい）
  - 石狩本町簡易郵便局

## 対外関係

### 姉妹都市･提携都市

#### 海外
姉妹都市
- キャンベルリバー市 （カナダ連邦ブリティッシュコロンビア州）
1983年（昭和58年）10月24日 - 姉妹都市提携。共にサケ漁で知られることから。
- ワニノ市（ロシア連邦ハバロフスク地方）
1993年（平成5年）6月3日 - 姉妹都市提携。共に日本海に面した港町であることから。

提携都市
- 彭州市（中華人民共和国四川省成都市）
2000年（平成12年）10月24日 - 友好都市提携。彭州から農業研修生を受け入れてきた縁から。

#### 国内
提携都市
- 輪島市（石川県）
2012年（平成24年）8月27日 - 友好都市提携調印[7]。
- 恩納村（沖縄県国頭郡）
2013年（平成25年）10月21日 - 友好都市提携調印。ともに国民体育大会のソフトボール競技開催地となったことから。

その他
- 三市区連携
2007年（平成19年）より、古くは運河でつながっていた札幌市手稲区・小樽市と連携事業に取り組み、相互交流を図っている[8]。

## 経済

### 農協・漁協
- 札幌市農業協同組合（JAさっぽろ）
  - 石狩八幡支店
  - 石狩花畔支店
- 北石狩農業協同組合（JA北いしかり）
  - 厚田支所 : 聚富店、厚田店
  - 浜益支所

- 石狩湾漁業協同組合

### 第一次産業

#### 漁業
かつてはサケなどの漁業が盛んだったが、戦後は札幌市のベッドタウンとして発達。

### 第二次産業

#### 工業
石狩湾新港として港湾、工業団地を有する。

### 第三次産業

#### 商業
ショッピングセンター
- ラルズ（アークスグループ）
  - パストラル花川
- イオン北海道（イオングループ）
  - イオン石狩緑苑台ショッピングセンター
- 大和リース
  - フレスポ石狩南

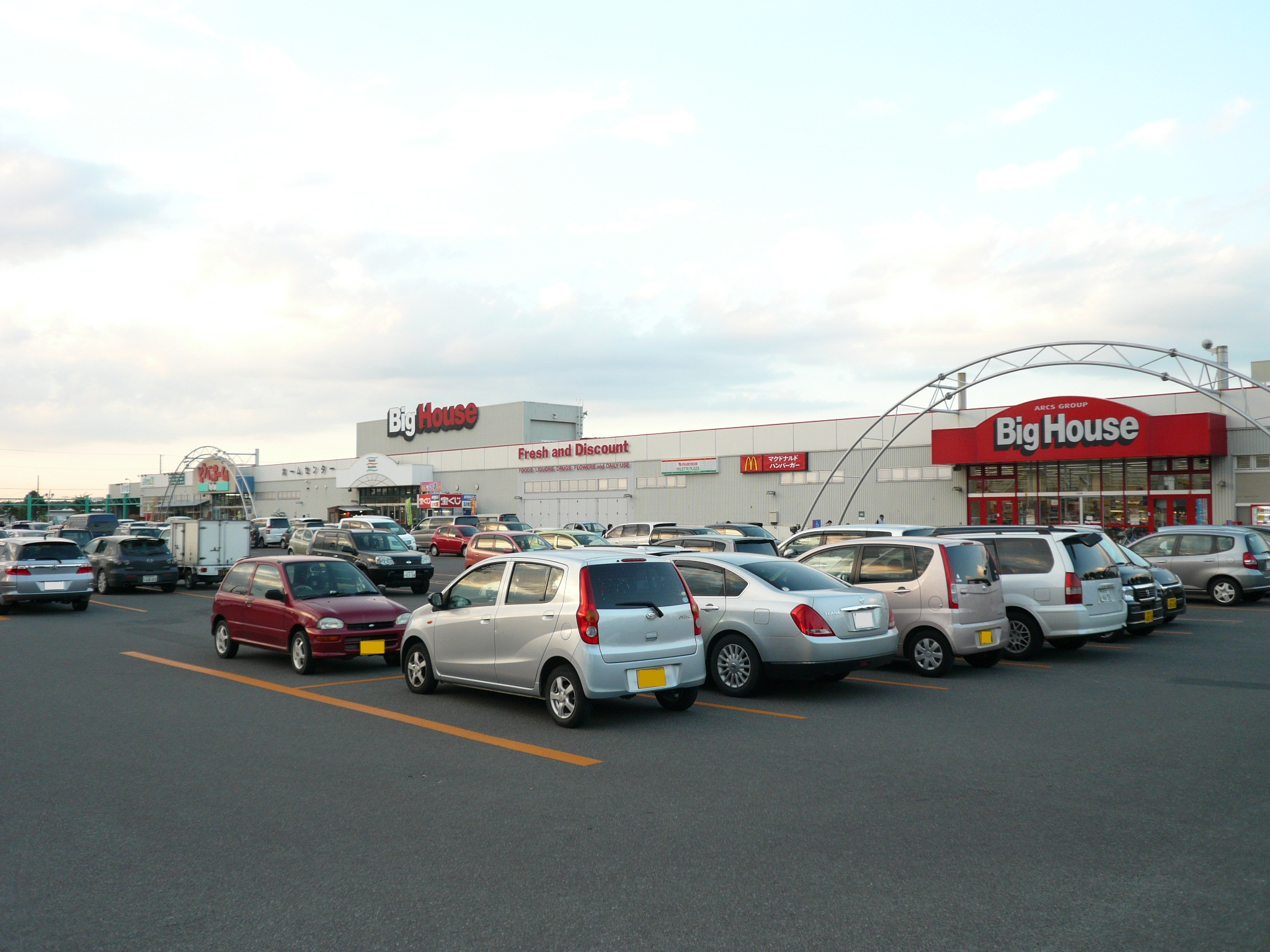
パストラル花川（2010年9月）
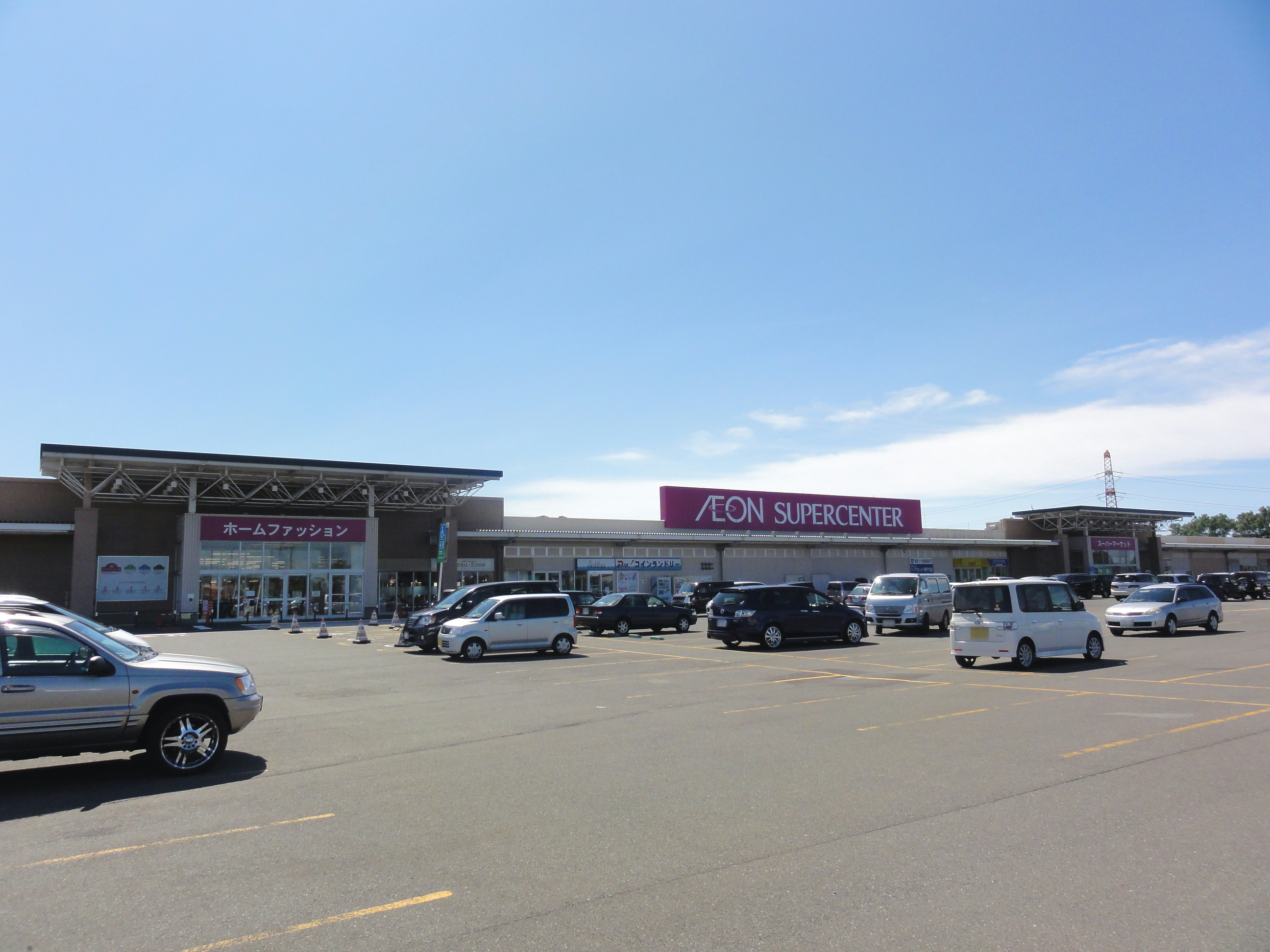
イオン石狩緑苑台ショッピングセンター（2012年8月）

スーパーマーケット・ディスカウントストア
- イオン北海道（イオングループ）
  - イオンスーパーセンター石狩緑苑台店（イオン石狩緑苑台ショッピングセンター内）
- ラルズ（アークスグループ）
  - ビッグハウス花川店（パストラル花川内）
  - ラルズマート花川南店
- 生活協同組合コープさっぽろ
  - コープさっぽろいしかり店
- 北雄ラッキー
  - ラッキー花川南店
- スーパーエース
  - 花川店
- コストコホールセール・ジャパン
  - 石狩倉庫店

#### 物流
- ヤマト運輸：札幌主管支店
  - 石狩花川センター
  - 石狩新港センター
- 佐川急便：小樽営業所（小樽市）
- 日本通運：札幌支店札幌自動車事業所（札幌市白石区）

### 石狩市に拠点を置く主な企業
- YKK AP 北海道工場
- さくらインターネット 石狩データセンター
- 株式会社あらた 道央支店 石狩センター

### 金融機関
銀行
- 北洋銀行：花川支店 ほか
- 北海道銀行：花川支店

信用金庫
- 北海道信用金庫：石狩支店・花川支店・花川南出張所
- 北門信用金庫：石狩支店・浜益支店

## 情報通信

### マスメディア

#### 新聞社
- 石狩民友新聞

### 通信
市外局番は0133（石狩MA。市内局番は60 - 79）。
尚、当別町の市外局番も0133（市内局番は20 - 39）であるが、MAが異なる（当別MA）ため、当別町にかけるには市外局番からかけなければならない（かつて石狩町が01336、当別町が01332だったため）。厚田区、浜益区は旧局番（厚田村:01337、浜益村:013379）時代から同一MA。
- NTT東日本
  - 花川、樽川、緑苑台地区および新港の一部：71 - 76
  - 親船、八幡、石狩高岡、生振、花畔および新港、厚田区の一部：60、62、64、66
  - 厚田区：77 - 78
  - 浜益区：79
- NTTコミュニケーションズ：70
- KDDI：67
- ソフトバンク：63、68
- 楽天コミュニケーションズ：65

局番変更
- 1980年
  - 石狩町および厚田村の一部（01336→0133-62,64,66,73,74）

石狩電報電話局（現・石狩ビル）の樽川への移転開設に伴い花川南・樽川の3局→73局、花川北の4局→74局、花畔・生振の4局→64局、親船の2局→62局、八幡・石狩高岡の6局→66局に。ISDNの60,71局、花川以南の72,75,76局とNCC系63,65,67,68,70局はその後の割当。現在はNTTの71 - 76局は新港および小樽市銭函の一部と花川以南全域で地域を区分せず使用。
- 2004年
  - 厚田村および石狩市の一部（01337→0133-77,78）
  - 浜益村（013379→0133-79）

## 生活基盤

### ライフライン

#### 電力
- 北海道電力
  - 北ガス石狩発電所

#### ガス
- 北海道ガス（北ガス）

## 教育

### 小学校
| - 石狩市立石狩八幡小学校 - 石狩市立生振小学校 - 石狩市立紅南小学校 - 石狩市立花川小学校 - 石狩市立浜益小学校 | - 石狩市立花川南小学校 - 石狩市立南線小学校 - 石狩市立双葉小学校 - 石狩市立緑苑台小学校 |  |

### 中学校
| - 石狩市立石狩中学校 - 石狩市立樽川中学校 - 石狩市立花川中学校 | - 石狩市立花川南中学校 - 石狩市立花川北中学校 - 石狩市立浜益中学校 |

### 義務教育学校
- 石狩市立厚田学園

### 高等学校
- 北海道石狩翔陽高等学校
- 北海道石狩南高等学校

### 特別支援学校
- 北海道星置養護学校石狩紅葉山校舎

### 大学
- 藤女子大学花川キャンパス（人間生活学部）

### その他の教育施設
- CFNJ聖書学院

## 交通

### 鉄道
市内に鉄道路線は通っていない。最寄り駅はJR北海道の学園都市線篠路駅や函館本線手稲駅など。なお、JTB時刻表における市の中心駅は石狩バス停となっている。
石狩市（←石狩町）内の鉄道計画は大正期より幾度も持ち上がっていた。鉄道省発足直後の1922年（大正11年）の改正鉄道敷設法別表では「第135号 石狩国札幌ヨリ石狩ヲ経テ天塩国増毛ニ至ル鉄道」が予定路線として盛り込まれたが、1987年（昭和62年）の同法廃止により消滅した。また、軽川（現・手稲）駅 - 花畔駅間の道道44号石狩手稲線沿いには、1922年（大正11年）から馬車鉄道「軽石軌道」が運行され、さらに親船町付近までの延伸も予定していたが、1937年（昭和12年）に営業休止、1940年（昭和15年）に廃止されている。
1956年（昭和31年）には石狩町などが出資して「石狩鉄道株式会社」を設立し、桑園 - 石狩間の事業免許を取得。1959年（昭和34年）に一部区間で着工したが、資金不足により間もなく頓挫した。事実上倒産状態にあった同社はその後も事業免許を保持し続けたが、後述の軌道系交通機関整備構想と競合するため、1998年（平成10年）に免許を返上し、正式に解散した。
1995年（平成7年）に石狩町によって調査が行われた建設案には、札幌市営地下鉄南北線麻生駅、または札幌市営地下鉄東豊線栄町駅からの石狩モノレール案、そしてJR北海道函館本線発寒駅からの鉄道案の3つがあり、いずれも建設費約800億円、開業から17年での赤字解消という試算が出されているが、いずれも具体化のメドは立っていない。

### 都市索道構想
鉄道路線が存在しない石狩市において、札幌方面へ通勤・通学するにはバスや自家用車といった道路交通を利用しなければならないが、積雪時に安定した運行ができず、交通渋滞の原因となっている。さらに、バスやタクシーの運転手不足も課題となっている。
このような交通事情を改善するため、石狩湾新港地区を起点に、市中心部の花川地区を通り、札幌市内の鉄道空白地帯を経由して、JR北海道や札幌市営地下鉄の駅につなぐフィーダー路線としての都市索道（都市型ロープウェイ）の導入を検討している。2023年11月22日に公表された事業概要書では、函館本線手稲駅につなぐ「手稲ルート」、地下鉄南北線麻生駅につなぐ「麻生ルート」、地下鉄東豊線栄町駅を通って丘珠空港につなぐ「栄町ルート」の3案が候補となっている。
民間事業者との対話を通じて、新たな軌道系交通の整備・運営への参入意向、想定する施設計画、事業スキーム、各種条件などに関する意見・要望などを聞くサウンディング調査を実施し、2024年2月末に導入可能性調査の報告書とともに調査結果を公表する。石狩市は、2025～26年度に建設・運営事業者の選定、27～32年度に設計・施工、32年度からの供用開始を目指している。

### バス
- 北海道中央バス - 石狩営業所を設置。
- 沿岸バス - 「特急ましけ号」：厚田区・浜益区より札幌市方面、留萌市方面。
- 市が保有するバス等を用いた路線がある。石狩市が運行するバスを参照。

### タクシー
- 札幌交通圏エリア（厚田区・浜益区は当別圏エリア）

主なタクシー会社
- エスケータクシー事業協同組合
  - 三和交通（石狩営業所）
- ダイコク交通
- 新厚ハイヤー ほか

### 道路

#### 国道
- 国道231号
  - 石狩河口橋が1972年（昭和47年）に供用が開始されるまで、親船町-八幡間は石狩渡舟で結ばれていた。19世紀中期の松前藩石狩場所請負人に始まり、石狩役、開拓使、石狩町などにより運航されていた。1953年（昭和28年）にこの渡船を含めた札幌留萌間の道路が国道に指定され、1955年（昭和30年）からは北海道開発局による国営渡船となる。1960年代からは自動車も航走していたが、河口橋供用開始後の1973年（昭和48年）に再び石狩町に移管され、人・自転車専用となり、1978年（昭和53年）に廃止された。また、このほかにも旧石狩町内には多くの渡船が存在した。
- 国道337号（道央圏連絡道路）
- 国道451号

#### 道道
- 北海道道11号月形厚田線
- 北海道道28号当別浜益港線
- 北海道道44号石狩手稲線
- 北海道道81号岩見沢石狩線
- 北海道道225号小樽石狩線
- 北海道道273号花畔札幌線
- 北海道道508号矢臼場札幌線
- 北海道道527号望来当別線
- 北海道道865号樽川篠路線
- 北海道道1066号石狩湾新港線

#### 道の駅
- 石狩「あいろーど厚田」（厚田区）

### 港湾
- 石狩湾新港（重要港湾）
中国・韓国との間に定期コンテナ航路が運行されている。
北海道内での港湾貨物取扱量は6位（1位 苫小牧 2位 室蘭 3位 釧路 4位 函館 5位 小樽）
- 石狩港
石狩川の河口付近に位置し、古くは海運と石狩川の水運の連携拠点として重要な役割を果たした。1953年（昭和28年）に地方港湾、1973年（昭和48年）石狩湾新港と共に重要港湾に指定されるが、2000年（平成12年）地方港湾に指定が戻された。
- 厚田漁港
- 浜益漁港

## 観光

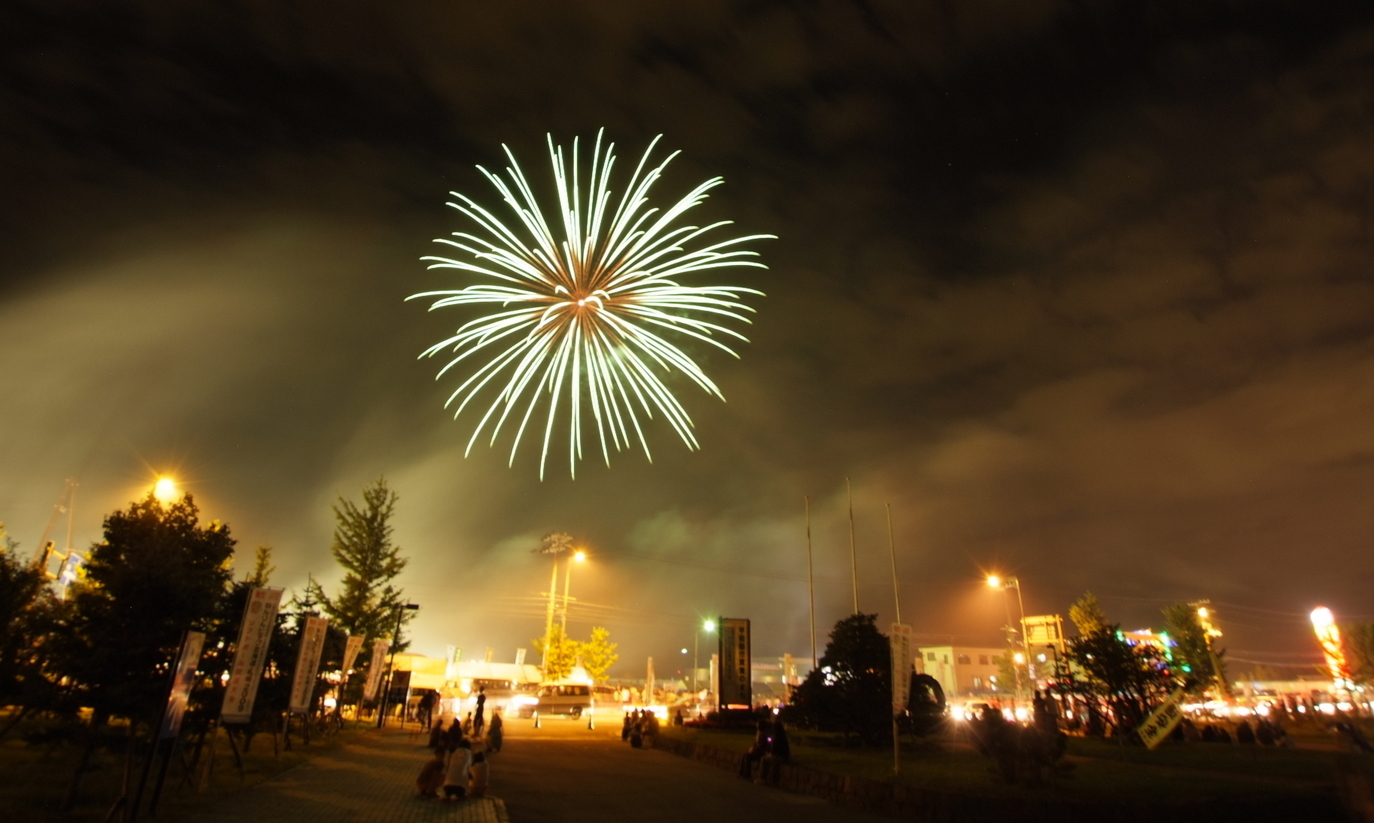
石狩まるごとフェスタ（2009年）

### 文化財

#### 国指定
史跡
- 荘内藩ハママシケ陣屋跡

名勝
- ピリカノカ（アイヌ語: ピㇼカノカ）
  - 黄金山

#### 道指定
北海道指定
- 石狩弁天社の鮫様（妙亀・法鮫大明神像） - 道指定有形民俗文化財、石狩弁天社蔵
- 金龍寺の鮫様（龍神・妙亀菩薩・鮫神像） - 道指定有形民俗文化財、宝珠山金龍寺蔵

#### 市指定
- 石狩弁天社
- 旧カクニ長野商店 - （「カクニ」は屋号、漢数字「二」を正方形で囲む）
- はまます郷土資料館（旧白鳥家鰊番屋）
- 金子家文書 （旧花畔村村会関係文書）
- 石狩八幡町遺跡ワッカオイ地点第20号墓出土の土器9個 - いしかり砂丘の風資料館
- チョウザメの剥製 - いしかり砂丘の風資料館

### 観光スポット
- 番屋の湯
- 千本ナラ
- 厚田公園
- 戸田記念墓地公園
- 青葉公園
- 川の博物館

- ルーラン海岸
  - 義経の涙岩
- 岡島洞窟遺跡
- 雄冬岬
  - 白銀の滝
- 石狩展望台

- マクンベツ湿原
- 石狩紅葉山49号遺跡（縄文遺跡）
- 暑寒別天売焼尻国定公園
- 覚王山立江寺（北海道三十三観音霊場10番札所）
- 石狩さけまつり（9月下旬）

## 文化・名物

### 祭事・催事
音楽コンサート
- 『ライジング・サン・ロックフェスティバル』（1999年より、毎年8月）新港樽川埠頭（新港中央、小樽市銭函）
- 『GLAY EXPO 2001 “GLOBAL COMMUNICATION”』（2001年）青葉公園（石狩湾新港地域）

### 名産・特産
名物
- 石狩鍋 - サケを使用した鍋料理。元祖は石狩川河口付近にある金大亭。
- どらやき・中華まんじゅう - 浜益区名物のふじみやの特大サイズの焼き菓子[15]。
- サーモンパイ - 花川地区の銘菓ボンヌールの焼き菓子[16]。

名産
- サケ
- ニシン
- シャコ
- ルッツ - ユムシの地方名。冬の珍味として食用にされる。
- 浜益牛 - 浜益区で生産されるブランド肉牛。
- 望来豚（もうらいとん） - 厚田区嶺泊地区のノース・ベスト・ファームで生産されるブランドブタ。
- 札幌大球キャベツ - 石狩市内では、厚田区望来地区にて生産される最大級の大きさを誇るキャベツ。
- 厚田メロン - 厚田区で生産されるブランドメロン。ブランド名はあつたレッド。品種はルピアレッド。JA北いしかりより出荷。

### スポーツ
| 名称                   | 競技種目 | 所属リーグ               | 本拠地         | 運営会社・団体                 | 設立   |
| ---------------------- | -------- | ------------------------ | -------------- | ------------------------------ | ------ |
| 石狩レッドフェニックス | 野球     | 北海道フロンティアリーグ | 青葉公園野球場 | 株式会社石狩レッドフェニックス | 2020年 |

## 出身・関連著名人

### 出身著名人
- 小林武（政治家、元参議院議員、社会党）
- 子母沢寛（小説家）
- 泉健太（政治家、衆議院議員、立憲民主党代表）
- 山本夜羽音（漫画家）
- よよか（音楽家）
- 石井謙伍（サッカー選手・北海道コンサドーレ札幌MF）
- 石橋貴俊（元プロバスケットボール選手、元バスケットボール男子日本代表、現富山グラウジーズ監督）
- 澤田京介（プロボクサー）
- タイチ（プロレスラー、新日本プロレス）
- 田代将太郎 - プロ野球選手
- 佐藤幸椰（スキージャンプ選手）
- 附田雄剛（フリースタイルスキー・モーグル選手）
- 中井祐樹（ブラジリアン柔術家）
- 錦風真悟（元大相撲力士）
- 緑嶋英三（元大相撲力士）
- 吉葉山潤之輔（大相撲力士、第43代横綱）
- あべみほ（タレント・グラビアアイドル）
- 金子大地（俳優）
- 工藤舞（タレント・歌手Ruppina+ボーカル）
- 平間壮一（俳優）

### ゆかりのある人物
- 天川恵三郎（アイヌ民族活動家）- 浜益村で農業を営んだ。
- 井上伝蔵（秩父事件の中心人物）- 事件後、現在の石狩市内に20数年在住。
- 戸田城聖 - 創価学会第二代会長、厚田村育ち。
- 三岸好太郎（洋画家）- 本籍を厚田村に置いていた。
- 松坂有祐（実業家） - 内外緑地社長、花川南地区の開発を指揮した。

## 石狩市を舞台とした作品

### 小説
- 石狩川 / 本庄陸男
- 石狩平野 / 船山馨
- 石狩川　北の殺意 / 梓林太郎
- 石狩川殺人事件 / 西村京太郎

### 映画ロケ
- 『大地の侍』（1956年）石狩川河口
- 『喜びも悲しみも幾歳月』（1957年）石狩灯台
- 『あの波の果てまで』（1961年）石狩川渡船場
- 『あした逢う人』（1962年）
- 『とべない沈黙』（1966年）花川小学校
- 『こんにちはハーネス』（1983年）
- 『ホームシック』（2000年）

- 『man-hole』（2001年）
- 『river』（2003年）
- 『天国の本屋〜恋火』（2004年）石狩浜
- 『ヒッチハイク』（2004年）
- 『新しい風 / フロンティア・ドリーム』（2004年）
- 『最終兵器彼女』（2006年）北生振、石狩浜
- 『ハルフウェイ』（2009年）北海道石狩翔陽高等学校、茨戸川